# Walter Steffens (telovadec)
Walter Steffens, nemški telovadec, * 26. december 1908, Barnstorf, † 23. avgust 2006, Barnstorf.
Steffens je osvojil zlato medaljo na poletnih olimpijskih igrah leta 1936 v gimnastičnih ekipnih kombiniranih vajah.